# Richard Haydn
Richard Haydn, geboren als George Richard Haydon (Camberwell, 10 maart 1905 – Los Angeles, 25 april 1985) was een Brits acteur.

## Levensloop en carrière
Haydn werd geboren in 1905 in het Verenigd Koninkrijk. Hij maakte zijn filmdebuut in 1941 in Charlie's Aunt. In datzelfde jaar speelde hij in Ball of Fire naast filmsterren Gary Cooper en Barbara Stanwyck. Andere bekende rollen in de jaren '40 waren Thunder Birds (uit 1942), And Then There Were None (uit 1945) en The Emperor Waltz (uit 1948). Later had hij ook nog bekende rollen in Alice in Wonderland (uit 1951) als de Caterpillar en The Sound of Music (uit 1965) als Max Detweiler.
Hij overleed in 1985 op 80-jarige leeftijd.

## Beknopte filmografie
- Ball of Fire (1941)
- Thunder Birds (1942)
- And Then There Were None (1945)
- Adventure (1945)
- Cluny Brown (1946)
- The Late George Apley (1947)
- The Emperor Waltz (1948)
- Alice in Wonderland (1951)
- Five Weeks in a Balloon (1962)
- The Sound of Music (1965)